# Banguela
Banguela es un género extinto de pterosaurio dsungariptérido que vivió durante el Cretácico Inferior en el actual territorio de Brasil.

## Descubrimiento y denominación
El coleccionista suizo Urs Oberli adquirió un fragmento de mandíbula de pterosaurio de la zona de Chapada do Araripe. En 2005, esta fue descrita por André Jacques Veldmeijer et al. y fue referida a Thalassodromeus sethi. En 2006, Veldmeijer lo nombró como una nueva especie de Thalassodromeus: Thalassodromeus oberli. Sin embargo, esto fue hecho en su tesis y por lo tanto esta denominación se considera como un nomen ex dissertatione sin validez.
En 2014 el fósil fue nombrado y descrito por Jaime Headden y Hebert Bruno Nascimento Campos como un género separado, Banguela, cuya especie tipo es Banguela oberlii. Su nombre de género se deriva de un término coloquial del portugués brasileño que significa "desdentado" y se usa para designar afectuosamente a las mujeres ancianas. El nombre de la especie es en homenaje de Oberli.
Su holotipo, el espécimen NMSG SAO 251093, fue hallado en la Formación Romualdo, también conocida como el Miembro Romualdo de la Formación Santana, que data de las etapas Aptiense al Albiense. Consiste de una sínfisis, el extremo frontal fusionado de las mandíbulas.
En el año 2018 se publicó un estudio según el cual este espécimen se clasificaría en la subfamilia Thalassodrominae y renombró formalmente a la especie como Thalassodromeus oberlii.

## Descripción
Banguela tiene una longitud craneal estimada de 60 centímetros y una envergadura de cerca de 3,6 metros. La sínfisis, con una longitud preservada de 273 milímetros, se curva gradualmente hacia arriba y tiene una depresión relativamente corta en su extremo superior. El borde superior de la sínfisis es afilado. El borde inferior del frente es afilado también pero carece de una cresta verdadera. No hay dientes o alvéolos de estos en el fragmento.
Veldmeijer ya había notado similitudes en 2005 con Dsungaripterus, pero consideró que los datos disponibles eran insuficientes para sacar alguna conclusión de este fósil. En 2014, Headden y Campos situaron a Banguela en la familia Dsungaripteridae, en una posición basal. Banguela es único entre los pterosaurios dsungaripteroides debido a su total ausencia de dientes. Otros pterosaurios, como los pteranodóntidos, nictosáuridos y azdarcoideos, también perdieron sus dientes, lo que indica que esta condición apareció de manera independiente al menos cuatro veces entre los pterosaurios. Debido a que los dsungaripteroideos son considerados en ocasiones como azdarcoideos derivados, es posible que la pérdida de dientes hubiera ocurrido incluso con más frecuencia. Si este fuera el caso, entonces Banguela podría indicar como apareció esta condición en la mayoría de los casos: el desarrollo de una ranfoteca en las puntas de las mandíbulas, con una progresiva reducción dental hasta que los dientes cesaran de ser útiles.
Se debe señalar que los dsungaripteroideos tienen una de las dentaduras más especializadas de todos los saurópsidos, de modo que Banguela debe indicar algún grado de especiación divergente.